# لالیتا یاوهلوسکایا
لالیتا یاوهلوسکایا (انگلیسی: Lalita Yauhleuskaya؛ زادهٔ ۳۱ دسامبر ۱۹۶۳) تیرانداز زن اهل استرالیا است.